# Koop/maakbeslissing
Een koop/maakbeslissing (Engels: make or buy) is een bedrijfsbeslissing die de kosten en de voordelen van het zelf maken tegen het inkopen van een product of dienst afweegt.
Als een bedrijf besluit om het product of de dienst zelf te maken dan dient het hiervoor de noodzakelijke kennis en kunde te bezitten of te verwerven.
De koop/maakbeslissing speelt een belangrijke rol in het ontwerpproces.
Voor een bedrijf is één enkele koop/maakbeslissing niet zo van evident belang. Echter alle koop/maakbeslissingen tezamen bepalen voor een groot gedeelte de toekomst van het bedrijf. Daarom is de koop/maakbeslissing voor een groot gedeelte een uitvoering van de bedrijfsstrategie.
Als een bedrijf het als haar competentie vindt om de kennis en kunde binnenhuis te houden dan zal ze (kost wat kost) het product of de dienst zelf maken. Zijn er daarentegen meerdere producenten die het product of de dienst kunnen maken, dan ligt inkopen meer voor de hand. Als er in de afweging alleen maar naar de kosten wordt gekeken dan kan het zijn dat met het inkopen de kennis (het intellectueel kapitaal) in het bedrijf verdwijnen. Het weer terug verwerven van specifieke kennis op het gebied van het maken en beoordelen van ontwerpspecificaties, ontwerpvaardigheden en productieprocessen is tijdrovend en daardoor zeer kostbaar. Terugverdientijden van vijf tot tien jaar zijn geen uitzondering.